# Leclercera shanzi
Espèce

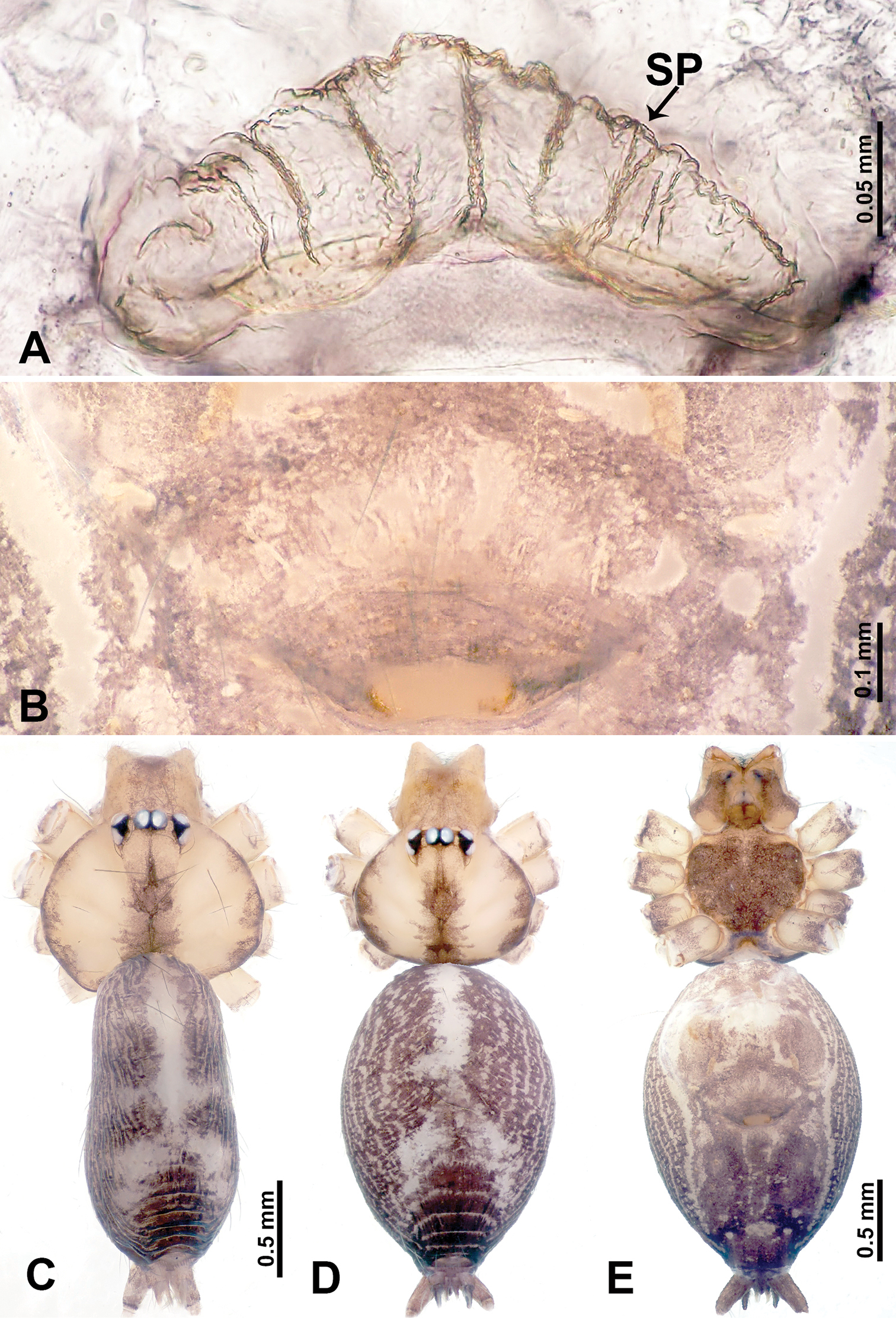

Leclercera shanzi est une espèce d'araignées aranéomorphes de la famille des Psilodercidae.

## Distribution
Cette espèce est endémique du Yunnan en Chine. Elle se rencontre dans le xian de Pingbian à 2 070 m d'altitude.

## Description
Le mâle holotype mesure 2,63 mm et la femelle paratype 2,60 mm.

## Publication originale
- Chang & Li, 2020 : Thirty-one new species of the spider genus Leclercera from Southeast Asia (Araneae, Psilodercidae). ZooKeys, no 913, p. 1-87 (texte intégral).